# Powieść sentymentalna
Powieść sentymentalna – powieść będąca efektem rozwoju sentymentalizmu. Nazwa pochodzi od tytułu powieści angielskiego pisarza Laurence’a Sterne’a Podróż sentymentalna.
Autorów tych powieści interesował człowiek, świat przeżyć, emocje i uczucia jednostki oraz jej relacje z innymi ludźmi. Stworzono nowy typ bohatera literackiego, czułego, wrażliwego, który pozostaje w ścisłym kontakcie z naturą.